# PTViewer
PTViewer är en mjukvara med vars hjälp det är möjligt att visa panoramabilder på till exempel en webbsida. Denna mjukvara som är utvecklad av Helmut Dersch skapar inga panoramabilder utan är endast ämnad att visa färdiga bilder.